# Колекио
Колѐкио (на италиански: Collecchio, на местен диалект Colécc, Колеч) е град и община в северна Италия, провинция Парма, регион Емилия-Романя. Разположен е на 112 m надморска височина. Населението на общината е 14 120 души (към 2010 г.).